# Mitel
Mitel — высокотехнологичная канадская компания, производящая и поставляющая телекоммуникационное оборудование для бизнеса, правительственных, учебных и медицинских учреждений во всём мире.
В Канаде компанию основали в 1973 году Майк Коуплэнд (Michael (Mike) Cowpland) и Терри Мэттьюс (Terry Matthews), и в название компании включили сокращения от своих имён и названия первого производимого продукта — MIke and TErry's Lawnmowers. Поначалу они собирались продавать газонокосилки, но быстро переориентировались на производство тональных приёмников для телефонии, схему которого обосновал Майк.
Идея с производством приёмников оказалась очень удачной, и это повлияло на расширение бизнеса в направлении производства других комплектующих для телекоммуникаций. Результатом нескольких лет деятельности в этом направлении вместе с постоянным внедрением передовых микропроцессорных технологий и новаторских идей стали разработка и запуск в производство собственной телефонной станции (АТС), успешные продажи которой вывели компанию в лидеры телекоммуникационного рынка, а её название — SX200 — до сих пор используется в производственной линейке Mitel. В компании сумели создать очень удобный и интуитивно понятный интерфейс пользователя для инженеров, наличие множества удобных функций нравилось тем, кто пользовался телефонными аппаратами, а надёжность и отказоустойчивость оборудования вкупе с продуманной ценовой политикой обеспечивали постоянную заинтересованность инвесторов и владельцев бизнеса. На протяжении нескольких лет рост объёмов продаж превышал 100-процентный уровень, и в 1981-м году был достигнут 100-миллионный объём продаж.
На фоне многомиллионных продаж АТС, основную стоимость которых составляли микросхемы и оплата лицензий за использование программного кода, естественным выглядит принятие в конце 70-х годов решения организовать собственное производство микроэлектронных комплектующих, которое вскоре стало обеспечивать не только собственные нужды, но и выполнение заказов других производителей телекоммуникационной техники. Бренд Mitel стал ассоциироваться с широким спектром микроэлектронной продукции — преобразователи тока, коммутаторы, абонентские комплекты для телефонии, оптоэлектроника, GPS-приёмники и многое другое.
В начале 80-х в компании была сформирована опередившая своё время идея использования телекоммуникационной сети предприятия для одновременной передачи компьютерных данных и голоса, результатом стало разработка и выпуск АТС SX2000. На то время задача оказалась сложной, и была выполнена только частично. Тем не менее, распределённая архитектура станции с возможностью передачи данных от компьютеров пользователей через телефонную сеть с использованием протокола DPNSS, в разработке которого для British Telecom участвовали инженеры и учёные компании, привлекала новых корпоративных покупателей.
Через несколько лет Коуплэнд и Терри Мэттьюс продают своё детище British Telecom. 
Телекоммуникационный гигант-монополист был занят предоставлением и развитием услуг, и под руководством его управляющего персонала инвестиций в развитие производства и технологий не делалось. Производство комплектующих развивалось более динамично, чем производство АТС. Ещё через некоторое время контроль над Mitel получила инвестиционная компания Schroeder Ventures.
К слову, Мэттьюс в это время весьма успешно занимался раскруткой Corel, затем основал компанию Newbridge, которую впоследствии продал Alcatel. Также он основал компанию March Networks, производящую и по сей день распределённые системы безопасности. Все компании, кроме Corel, являлись производителями сложного оборудования для компьютерных сетей и телекоммуникаций, и, скорее всего, опыт в управлении ими и коммерческое чутьё подвигнули Мэттьюса на ещё одну успешно проведённую финансовую сделку, — в 2001-м году он выкупает у прежних владельцев часть компании Mitel, занимающуюся производством АТС. Происходит разделение компании, и она делится на два независимых производителя.
Развивающее волоконные технологии и производство полупроводников часть Mitel получает новое название Zarlink, по некоторым версиям, от Tsar of Links, и независимое обеспеченное плавание в бизнес-океане.
Проекту 80-х «SX2000» с помощью финансов и нового управленческого персонала придают второе дыхание. В начале XXI века это уже VoIP (Voice over Internet Protocol) и серия MN3300, полная конвергенция компьютерных и телефонных сетей, продукт, обеспечивающий одновременную передачу голоса, видеоизображения и 100-мегабит данных между компьютерами пользователей. Всё тот же продуманный подход к удобству, функциональности и безопасности связи позволяет выпускать телефонные аппараты, с экрана которых можно «бродить» по Интернет, подавать аппарату голосовые команды, а вместо экрана и управления использовать КПК, объединяя в единую систему 40 000 территориально разбросанных по всему миру рабочих мест. Всё это привлекает покупателей, и в конце 2004-го года Mitel входит в первую четвёрку мировых лидеров продаж конвергентных систем с динамично увеличивающейся долей рынка около 25%.